# Unione Sportiva Ravenna 1984-1985
Questa voce raccoglie le informazioni riguardanti l'Unione Sportiva Ravenna nelle competizioni ufficiali della stagione 1984-1985.

## Stagione
Dopo la caduta tra i dilettanti del campionato precedente, vi è stata una veloce risalita in Serie C2 nella stagione 1984-1985, nella quale il Ravenna ha ottenuto la promozione disputando il girone F del campionato nazionale Interregionale, vincendolo con 42 punti, davanti al Santarcangelo con 41 punti ed al Riccione con 39 punti.
Ha raggiunto la semifinale di Coppa Italia Dilettanti perdendo ai tiri di rigore contro il Posillipo.

## Rosa
| N. |                   | Ruolo | Calciatore          |
| -- | ----------------- | ----- | ------------------- |
|    | Italia (bandiera) | D     | Matteo Abbondanza   |
|    | Italia (bandiera) | D     | Fabio Albinelli     |
|    | Italia (bandiera) | C     | Agostino Antonelli  |
|    | Italia (bandiera) | C     | Gianluca Baldini    |
|    | Italia (bandiera) | D     | Giovanni Deogratias |
|    | Italia (bandiera) | D     | Mario Feroleto      |
|    | Italia (bandiera) | P     | Sergio Girardi      |
|    | Italia (bandiera) | C     | Biagio Lombardi     |

| N. |                   | Ruolo | Calciatore            |
| -- | ----------------- | ----- | --------------------- |
|    | Italia (bandiera) | C     | Adriano Marcellan     |
|    | Italia (bandiera) | A     | Giuliano Musiello     |
|    | Italia (bandiera) | A     | Marco Nappi           |
|    | Italia (bandiera) | C     | Doriano Pozzato       |
|    | Italia (bandiera) | C     | Guido Quadrelli       |
|    | Italia (bandiera) | D     | Quartaroli            |
|    | Italia (bandiera) | C     | Piergiorgio Sacchetti |
|    | Italia (bandiera) | D     | Stornello             |